# Мамалыга, Олег Иванович
Оле́г Ива́нович Мамалы́га (родился 4 апреля 1933 года, Луга, Ленинградская область, РСФСР, СССР — умер 25 августа 2024 года, Коломна, Московская область, РФ) — советский и российский военный инженер-конструктор. Участвовал в создании первых советских противотанковых ракетных комплексов «Шмель» и «Малютка», тактических комплексов «Точка» и оперативно-тактических ракетных комплексов «Ока», «Ока-У», «Искандер-М», был главным конструктором ракетного комплекса «Искандер-М». 
Был членом-корреспондентом Российской академии ракетных и артиллерийских наук. Лауреат Государственной премии СССР (1981) и Премии правительства РФ (2008).

## Биография
Олег Мамалыга родился 4 апреля 1933 года в городе Луга Ленинградской области (СССР) в семье военного. В 1941 году его мать погибла в ходе эвакуации, отец, Иван Денисович, ветеран Великой Отечественной войны, вернулся с фронта в звании гвардии полковника, командира артиллерийского полка, был награждён орденом Ленина, двумя орденами Красного Знамени и орденом Отечественной войны I степени.
Окончив школу с золотой медалью, Олег поступил в Ленинградский военно-механический институт, где обучался на инженера-ракетчика. В 1957 году после завершении учебы был направлен работать в Специальное конструкторское бюро города Коломны (Научно-производственная корпорация «Конструкторское бюро машиностроения»).
Первым заданием Олега Мамалыги в Специальном конструкторском бюро стало участие в разработке противотанкового управляемого реактивного снаряда «Шмель». Этот проект стал для него началом работы над ракетными системами и одновременно первым советским противотанковым комплексом, который был принят на вооружение в 1960 году, этот комплекс устанавливался на боевые машины и позволял точно поражать цели на расстоянии до 2 километров.
В 1960-х годах Олег Иванович принимал участие в разработке межконтинентальной баллистической ракеты «Гном». Эта ракета представляла собой трехступенчатый аппарат со стартовым ускорителем и самоходной гусеничной установкой для ее транспортировки и запуска. Несмотря на то, что вес ракеты составлял внушительные 30 тонн, сам проект казался чересчур инновационным и не был одобрен Хрущёвым. Однако проведенная научная и техническая работа по созданию «Гнома» открыла перед инженерами новые возможности.
В 1975 году Мамалыга завершил участие в проекте под названием «Точка». Этот комплекс был способен поражать цели на расстоянии от 15 до 120 километров и обладал высокой мобильностью, позволяя быстро сменить позицию после выстрела. Особенностью комплекса было использование одного колесного тягача для транспортировки и запуска ракеты такой дальности и мощности.
После работы над комплексом «Гном» Мамалыга принимал участие в разработке оперативно-тактического ракетного комплекса «Ока». В соответствии с договором 1987 года между СССР и США об уничтожении ракет средней и меньшей дальности все ОТРК «Ока» были ликвидированы.
В 1990-е годы, используя опыт, полученный при работе над «Окой», Мамалыга, уже в качестве главного конструктора Конструкторского бюро машиностроения создал мирный проект — многоцелевую ракету для геофизических исследований под названием «Сфера». Хотя проект оказался успешным, серийное производство «Сферы» так и не было начато.
В 1990-х — 2000-х годах в качестве главного конструктора работал над разработкой и внедрением ракетного комплекса «Искандер-М», который в 2006 году был принят на вооружение. После завершения государственных испытаний комплекса «Искандер-М», Мамалыга ушёл на пенсию.
В 2017 году была опубликована книга О. И. Мамалыги о разработке ракетного комплекса «Дорога к „Искандеру-М“».
Скончался 25 августа 2024 года в г. Коломна Московской области на 92-м году жизни.

## Награды и премии
О.И. Мамалыга был награждён государственными наградами СССР и России.
- Орден «Знак Почета» (1971)
- Орден Трудового Красного Знамени (1976)
- Государственная премия СССР (1981)
- Орден Октябрьской Революции (1987)
- Премия Правительства РФ (2008)